# Torneo di scacchi di Baden-Baden 1870

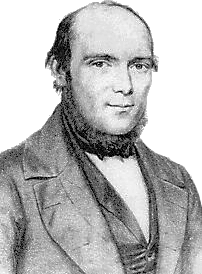
Adolf Anderssen, vincitore del torneo

Il torneo di scacchi di Baden-Baden 1870, giocato a Baden-Baden dal 18 luglio al 4 agosto 1870, è considerato il primo forte torneo internazionale della storia degli scacchi. Fu organizzato col sistema all'italiana doppio girone (ogni giocatore incontrava tutti gli altri sia col bianco che col nero).

## Storia
Il comitato organizzatore era presieduto dal principe di Moldavia Mihail Sturdze, vicepresidente era lo scrittore russo Ivan Turgenev e segretario il barone Ignatz von Kolisch. Il comitato arbitrale era composto dall'ungherese barone Maythény e da Ignatz von Kolisch.
Rispetto ai tornei precedenti (gli unici di una certa importanza furono quelli di Londra 1851, Londra 1862 e Parigi 1867) furono introdotte tre importanti novità:
- l'uso dell'orologio (20 mosse per ogni ora di gioco)
- le patte non venivano rigiocate ma erano conteggiate con mezzo punto
- erano invitati solamente forti giocatori di livello internazionale

In quel periodo ebbe inizio la guerra Franco-Prussiana. Uno dei partecipanti, il tedesco Adolf Stern, fu richiamato alle armi e dovette sospendere il torneo dopo quattro turni. Il fragore delle artiglierie poteva essere sentito a una distanza di 30 km da Baden-Baden. Al termine del torneo le ostilità cessarono temporaneamente e Adolf Stern mandò una cartolina dal fronte di Sedan agli organizzatori con scritto: «L'imperatore Napoleone è stato mattato.»

## Tabella del torneo
| #  | Giocatore               | Paese          | 1  | 2  | 3  | 4  | 5  | 6  | 7  | 8  | 9  | 10 | Totale |
| -- | ----------------------- | -------------- | -- | -- | -- | -- | -- | -- | -- | -- | -- | -- | ------ |
| 1  | Adolf Anderssen         | Impero tedesco | xx | 11 | 00 | 1½ | 11 | 1½ | 10 | 10 | 11 | -- | 11     |
| 2  | Wilhelm Steinitz        | Regno Unito    | 00 | xx | 11 | 0½ | 11 | 11 | 11 | ½1 | ½0 | ½1 | 10½    |
| 3  | Gustav Neumann          | Impero tedesco | 11 | 00 | xx | 1½ | 01 | 01 | 11 | 0½ | 11 | -- | 10     |
| 4  | Joseph Henry Blackburne | Regno Unito    | 0½ | 1½ | 0½ | xx | 10 | 11 | 1½ | ½½ | 11 | -- | 10     |
| 5  | Louis Paulsen           | Impero tedesco | 00 | 00 | 10 | 01 | xx | 10 | 1½ | 1½ | ½1 | -- | 7½     |
| 6  | Cecil De Vere           | Regno Unito    | 0½ | 00 | 10 | 00 | 01 | xx | 01 | 11 | 01 | -- | 6½     |
| 7  | Szymon Winawer          | Polonia        | 01 | 00 | 00 | 0½ | 0½ | 10 | xx | 1½ | 11 | -- | 6½     |
| 8  | Samuel Rosenthal        | Francia        | 01 | ½0 | 1½ | ½½ | 0½ | 00 | 0½ | xx | 00 | -- | 5      |
| 9  | Johannes Minckwitz      | Impero tedesco | 00 | ½1 | 00 | 00 | ½0 | 10 | 00 | 11 | xx | 10 | 5      |
| 10 | Adolf Stern             | Impero tedesco | -- | ½0 | -- | -- | -- | -- | -- | -- | 01 | xx | --     |